# Солина (гміна)
Гміна Солина (пол. Gmina Solina) — сільська гміна у східній Польщі. Належить до Ліського повіту Підкарпатського воєводства.
Належить до прадавніх українських етнічних земель з часів Київської Русі. Основна маса місцевого українського населення була насильно переселена в СРСР в 1946 р., деякі родини під час операції "Вісла" в 1947 р.
Станом на 31 грудня 2011 у гміні проживало 5327 осіб.

## Площа
Згідно з даними за 2007 рік площа гміни становила 184.25 км², у тому числі:
- орні землі: 22.00%
- ліси: 54.00%

Таким чином, площа гміни становить 22.07% площі повіту.

## Населення
Станом на 31 грудня 2011:
| Опис     | Загалом | Загалом | Чоловіки | Чоловіки | Жінки | Жінки |
| -------- | ------- | ------- | -------- | -------- | ----- | ----- |
| одиниця  | осіб    | %       | осіб     | %        | осіб  | %     |
| все      | 5327    | 100     | 2690     | 50.50    | 2637  | 49.50 |
| міське   | 0       | 100     | 0        |          | 0     |       |
| сільське | 5327    | 100     | 2690     | 50.50    | 2637  | 49.50 |

## Солтиства
- Береска
- Бережниця Вишня
- Бібрка
- Буковець
- Воля Матіяшова
- Вовковия
- Горянка
- Завіз
- Мичківці
- Мичків
- Полянчик
- Райське
- Рибне
- Солина
- Терка

## Релігія
До виселення українців у 1945-1946 рр. в СРСР та депортації в 1947 році в рамках акції Вісла села гміни належали до парафій Перемиської єпархії:
Балигородського деканату
- парафія Березка: Березка, Воля Матіяшова
- парафія Вовковия: Вовковия, Завіз, Рибне
- парафія Горянка
- парафія Жерниця Вижня: Бережниця Вишня
- парафія Полянчик: Полянчик, Мичків, Солина

Тіснянського деканату
- парафія Терка: Терка, Буковець

Ліського деканату
- парафія Бібрка: Бібрка, Мичківці

Лютовиського деканату
- парафія Райське

## Сусідні гміни
Гміна Солина межує з такими гмінами: Балигород, Вільшаниця, Лісько, Тісна, Устрики-Долішні, Чорна.